# Bagamér
Bagamér is een plaats (nagyközség) en gemeente in het Hongaarse comitaat Hajdú-Bihar. Bagamér telt 2449 inwoners (2001).